# Kolbäcks AIF
Kolbäcks Allmänna Idrottsförening, senare Kolbäcks Allmänna Ishockeyförening, när fotbollsektionen 1991 slogs ihop med SSK (Sörstafors Sportklubb) och blev SK91 (Sörstafors - Kolbäck).
KAIF grundades 1918 och har som bäst spelat i Division 2 i ishockey och näst högsta divisionen i fotboll. KAIF var även moderklubb till Sune Wretling, som tog VM-guld med Sveriges landslag i ishockey 1962, då man besegrade Kanada. Till dom mest framgångsrika spelarna i klubbens historia hör även Jan Westberg, som via Surahammar, gick till Färjestad och gjorde tio säsonger med dom i Elitserien. Även Jan Gunnar Andersson gick vidare till högsta serien och spelade i Djurgårdens IF och sedan i Västerås IK.
I början av 2006 stod det klart att Kolbäcks AIF inte längre kunde medverka inom ishockey, då Hallstahammars kommun inte ville fortsätta driva Vallmorinken eftersom rinken låg på en vattentäkt och isen kyldes med ammoniak som ansågs vara dåligt för miljön. Samtidigt så höll inte kommunen sitt löfte om att en ishall skulle stå klar under 2006 och Kolbäcks AIF valde då att helt lägga ner verksamheten.